# Ревешт
Ревешт (перс. روشت) — село в Ірані, у дегестані Гендудур, у бахші Сарбанд, шагрестані Шазанд остану Марказі. За даними перепису 2006 року, його населення становило 125 осіб, що проживали у складі 33 сімей.

## Клімат
Середня річна температура становить 11,58°C, середня максимальна – 30,37°C, а середня мінімальна – -11,16°C. Середня річна кількість опадів – 293 мм.
| Клімат поселення                              | Клімат поселення | Клімат поселення | Клімат поселення | Клімат поселення | Клімат поселення | Клімат поселення | Клімат поселення | Клімат поселення | Клімат поселення | Клімат поселення | Клімат поселення | Клімат поселення | Клімат поселення |
| Показник                                      | Січ.             | Лют.             | Бер.             | Квіт.            | Трав.            | Черв.            | Лип.             | Серп.            | Вер.             | Жовт.            | Лист.            | Груд.            |                  |
| Середній максимум, °C                         | 6,89             | 8,61             | 13,06            | 19,40            | 24,44            | 30,07            | 30,37            | 29,83            | 25,46            | 19,85            | 12,57            | 7,11             |                  |
| Середня температура, °C                       | −2,13            | −0,39            | 4,04             | 10,38            | 15,41            | 21,06            | 24,60            | 24,07            | 19,68            | 14,08            | 6,80             | 1,34             |                  |
| Середній мінімум, °C                          | −11,16           | −9,42            | −4,97            | 1,36             | 6,40             | 12,03            | 18,84            | 18,30            | 13,92            | 8,31             | 1,02             | −4,4             |                  |
| Норма опадів, мм                              | 47               | 43               | 53               | 38               | 29               | 5                | 1                | 1                | 0                | 6                | 27               | 43               |                  |
| Середньомісячна швидкість вітру, м/с          | 1.53             | 2.61             | 2.76             | 3.06             | 2.53             | 2.48             | 2.45             | 2.25             | 2.20             | 1.91             | 1.75             | 1.65             |                  |
| Середньомісячна сонячна радіація, кДж/м²·день | 9489             | 12590            | 15317            | 18481            | 22583            | 27046            | 25956            | 24316            | 21526            | 16147            | 11346            | 9195             |                  |
| --------------------------------------------- | ---------------- | ---------------- | ---------------- | ---------------- | ---------------- | ---------------- | ---------------- | ---------------- | ---------------- | ---------------- | ---------------- | ---------------- | ---------------- |
| Джерело:                                      |                  |                  |                  |                  |                  |                  |                  |                  |                  |                  |                  |                  |                  |